# Schwertschlepper
Als Schwertschlepper (auch Linierpinsel) bezeichnet man einen extrem langhaarigen, flachen, einseitig geschrägten Pinsel mit kurzem Stiel zum Ziehen langer, gleichmäßiger Linien. Er ist meistens mit Haar vom sibirischen Eichhörnchen („Feh“) bestückt. 
Hauptsächlich wird er in der Schildermalerei eingesetzt, außerdem in der Automobilindustrie, in der Lackiererei und im Pinstriping.
Sonderformen sind der beidseitig geschrägte Dolchschlepper und der Kielschlepper, bei dem die Zwinge aus einem Stück Federkiel besteht, in das verschiedene Stiele eingesetzt werden können.